# Indianapolis 500 2011
Indianapolis 500 2011 – 95. edycja wyścigu który został rozegrany na torze Indianapolis Motor Speedway 29 maja 2011 roku w ramach serii IRL IndyCar Series. Udział w nim wzięło 33 kierowców z 12 krajów.

## Ustawienie na starcie
Do rywalizacji o 33 miejsca startowe która odbywała się w dniach 21-22 maja zgłosiło się 40 załóg. 21 maja odbył się Pole day podczas którego najpierw ustalono pozycje od 1 do 24, a następnie najlepsza dziewiątka miała wymazane czasy i rywalizowała między sobą o pole postion. Po raz pierwszy w karierze wywalczył je Alex Tagliani ze średnią prędkością czterech okrążeń 227.472 mph (366 km/h). Pozostałe miejsca startowe zostały ustalone 22 maja podczas Bump day. Spośród siedmiu załóg które nie zakwalifikowały się do wyścigu, aż pięć uczestniczyło w pełnym cyklu startów w sezonie 2011. 23 maja ogłoszono jednak, że Ryan Hunter-Reay z zespołu Andretti Autosport, który był wśród niezakwalifikowanych kierowców, wystartuje w wyścigu w samochodzie zespołu A.J. Foyt Enterprises zakwalifikowanym przez Bruno Junqueirę. Ze względu na zmianę kierowców samochód #41 musiał wystartować z końca stawki. Junqueira otrzymał 4 punkty zdobyte w kwalifikacjach (zakwalifikował się na 19. miejscu).
| Linia | Wewnątrz | Wewnątrz              | Na środku | Na środku           | Na zewnątrz | Na zewnątrz          |
| ----- | -------- | --------------------- | --------- | ------------------- | ----------- | -------------------- |
| 1     | 77       | Alex Tagliani         | 9         | Scott Dixon (W)     | 2           | Oriol Servià         |
| 2     | 99       | Townsend Bell         | 12        | Will Power          | 98          | Dan Wheldon (W)      |
| 3     | 44       | Buddy Rice (W)        | 67        | Ed Carpenter        | 10          | Dario Franchitti (W) |
| 4     | 5        | Takuma Satō           | 14        | Vítor Meira         | 4           | J.R. Hildebrand (R)  |
| 5     | 06       | James Hinchcliffe (R) | 30        | Bertrand Baguette   | 11          | Davey Hamilton       |
| 6     | 3        | Hélio Castroneves (W) | 43        | John Andretti       | 59          | E.J. Viso            |
| 7     | 22       | Justin Wilson         | 88        | Jay Howard (R)      | 07          | Tomas Scheckter      |
| 8     | 82       | Tony Kanaan           | 78        | Simona de Silvestro | 23          | Paul Tracy           |
| 9     | 7        | Danica Patrick        | 6         | Ryan Briscoe        | 26          | Marco Andretti       |
| 10    | 83       | Charlie Kimball (R)   | 38        | Graham Rahal        | 19          | Alex Lloyd           |
| 11    | 36       | Pippa Mann (R)        | 24        | Ana Beatriz         | 41          | Ryan Hunter-Reay     |

- (W) = wygrał w przeszłości Indianapolis 500
- (R) = pierwszy start w Indianapolis 500

| Punkty | 15 | 13 | 12 | 11 | 10 | 9 | 8 | 7 | 6 | 4 | 3 |

Nie zakwalifikowali się:

#8  Ho-Pin Tung

#17  Raphael Matos

#18  James Jakes (R)

#20  Scott Speed

#20  Patrick Carpentier

#27  Mike Conway

#28  Ryan Hunter-Reay

#34  Sebastián Saavedra

## Wyścig
| P                                                                                   | Start | Nr | Kierowca              | Okrążeń | NP | Czas/Powód wycofania             | Zespół                                         | Punkty |
| ----------------------------------------------------------------------------------- | ----- | -- | --------------------- | ------- | -- | -------------------------------- | ---------------------------------------------- | ------ |
| 1                                                                                   | 6     | 98 | Dan Wheldon           | 200     | 1  | 2:56:11.7267                     | Bryan Herta Autosport                          | 50+9   |
| 2                                                                                   | 12    | 4  | J.R. Hildebrand (R)   | 200     | 7  | +2.1086                          | Panther Racing                                 | 40+4   |
| 3                                                                                   | 29    | 38 | Graham Rahal          | 200     | 6  | +5.5949                          | Chip Ganassi Racing                            | 35+3   |
| 4                                                                                   | 22    | 82 | Tony Kanaan           | 200     | 0  | +7.4870                          | KV Racing Technology                           | 32+4   |
| 5                                                                                   | 2     | 9  | Scott Dixon           | 200     | 73 | +9.5434                          | Chip Ganassi Racing                            | 30+15  |
| 6                                                                                   | 3     | 2  | Oriol Servià          | 200     | 18 | +9.5435                          | Newman/Haas Racing                             | 28+12  |
| 7                                                                                   | 14    | 30 | Bertrand Baguette     | 200     | 11 | +23.9631                         | Rahal Letterman Lanigan Racing                 | 26+4   |
| 8                                                                                   | 21    | 07 | Tomas Scheckter       | 200     | 0  | +24.3299                         | SH Racing i KV Racing Technology               | 24+4   |
| 9                                                                                   | 27    | 26 | Marco Andretti        | 200     | 0  | +25.4711                         | Andretti Autosport                             | 22+3   |
| 10                                                                                  | 25    | 7  | Danica Patrick        | 200     | 10 | +26.4483                         | Andretti Autosport                             | 20+3   |
| 11                                                                                  | 8     | 67 | Ed Carpenter          | 200     | 3  | +27.0375                         | Sarah Fisher Racing                            | 19+7   |
| 12                                                                                  | 9     | 10 | Dario Franchitti      | 200     | 51 | +56.4167                         | Chip Ganassi Racing                            | 18+6   |
| 13                                                                                  | 28    | 83 | Charlie Kimball (R)   | 199     | 0  | +1 okrążenie                     | Chip Ganassi Racing                            | 17+3   |
| 14                                                                                  | 5     | 12 | Will Power            | 199     | 0  | +1 okrążenie                     | Penske Racing                                  | 16+10  |
| 15                                                                                  | 11    | 14 | Vítor Meira           | 199     | 0  | +1 okrążenie                     | A.J. Foyt Enterprises                          | 15+4   |
| 16                                                                                  | 19    | 22 | Justin Wilson         | 199     | 0  | +1 okrążenie                     | Dreyer & Reinbold Racing                       | 14+4   |
| 17                                                                                  | 16    | 3  | Hélio Castroneves     | 199     | 0  | +1 okrążenie                     | Penske Racing                                  | 13+4   |
| 18                                                                                  | 7     | 44 | Buddy Rice            | 198     | 0  | +2 okrążenia                     | Panther Racing                                 | 12+8   |
| 19                                                                                  | 30    | 19 | Alex Lloyd            | 198     | 0  | +2 okrążenia                     | Dale Coyne Racing                              | 12+3   |
| 20                                                                                  | 31    | 36 | Pippa Mann (R)        | 198     | 0  | +2 okrążenia                     | Conquest Racing                                | 12+3   |
| 21                                                                                  | 32    | 24 | Ana Beatriz           | 197     | 0  | +3 okrążenia                     | Dreyer & Reinbold Racing                       | 12+3   |
| 22                                                                                  | 17    | 43 | John Andretti         | 197     | 0  | +3 okrążenia                     | Andretti Autosport i Richard Petty Motorsports | 12+4   |
| 23                                                                                  | 33    | 41 | Ryan Hunter-Reay      | 197     | 0  | +3 okrążenia                     | A.J. Foyt Enterprises                          | 12+0   |
| 24                                                                                  | 15    | 11 | Davey Hamilton        | 193     | 0  | +7 okrążeń                       | Dreyer & Reinbold Racing                       | 12+4   |
| 25                                                                                  | 24    | 23 | Paul Tracy            | 175     | 0  | +25 okrążeń                      | Dreyer & Reinbold Racing                       | 10+3   |
| 26                                                                                  | 4     | 99 | Townsend Bell         | 157     | 0  | Wypadek                          | Sam Schmidt Motorsports                        | 10+11  |
| 27                                                                                  | 26    | 6  | Ryan Briscoe          | 157     | 0  | Wypadek                          | Penske Racing                                  | 10+3   |
| 28                                                                                  | 1     | 77 | Alex Tagliani         | 147     | 20 | Uszkodzenia po kontakcie z bandą | Sam Schmidt Motorsports                        | 10+15  |
| 29                                                                                  | 13    | 06 | James Hinchcliffe (R) | 99      | 0  | Wypadek                          | Newman/Haas Racing                             | 10+4   |
| 30                                                                                  | 20    | 88 | Jay Howard (R)        | 60      | 0  | Wypadek                          | Sam Schmidt Motorsports                        | 10+4   |
| 31                                                                                  | 23    | 78 | Simona de Silvestro   | 44      | 0  | Uszkodzenia po kontakcie z bandą | HVM Racing                                     | 10+4   |
| 32                                                                                  | 18    | 59 | E.J. Viso             | 27      | 0  | Wypadek                          | KV Racing Technology                           | 10+4   |
| 33                                                                                  | 10    | 5  | Takuma Satō           | 20      | 0  | Wypadek                          | KV Racing Technology                           | 10+4   |
| P                                                                                   | Start | Nr | Kierowca              | Okrążeń | NP | Czas/Powód wycofania             | Zespół                                         | Punkty |
| Zmiany na prowadzeniu: 23 pomiędzy 10 kierowcami                                    |       |    |                       |         |    |                                  |                                                |        |
| Neutralizacje: 7 (40 okrążeń)                                                       |       |    |                       |         |    |                                  |                                                |        |
| Wszystkie samochody w konfiguracji: nadwozie Dallara, silnik Honda, opony Firestone |       |    |                       |         |    |                                  |                                                |        |
| *NP – liczba okrążeń na prowadzeniu                                                 |       |    |                       |         |    |                                  |                                                |        |